# Kabinet-Ansip I

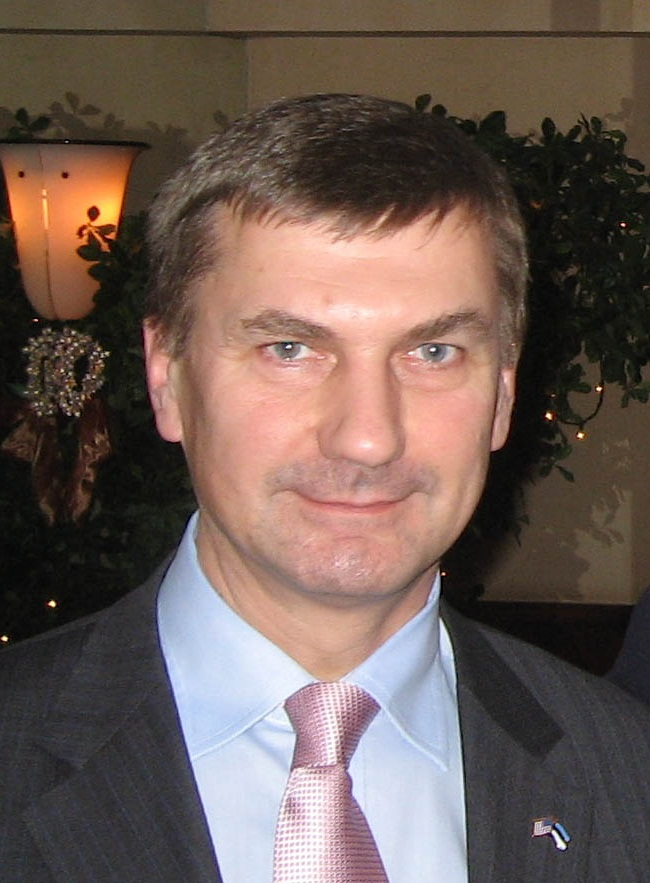
Andrus Ansip in 2007

Het eerste kabinet van Andrus Ansip was van 13 april 2005 tot 5 april 2007 de regering van Estland. De Estische regering onder leiding van premier Juhan Parts viel eind maart 2005 naar aanleiding van een geslaagde motie van wantrouwen in de Riigikogu, het parlement van Estland, tegen minister Ken-Marti Vaher. Ansip, lid van de Eesti Reformierakond, werd door toenmalig president Arnold Rüütel aangewezen om een nieuw kabinet samen te stellen. Hij vormde hiervoor een coalitie met de partijen Eesti Keskerakond en Eestimaa Rahvaliit.

## Samenstelling
- Premier: Andrus Ansip (Reformierakond)
- Minister van Buitenlandse Zaken: Urmas Paet (Reformierakond)
- Minister van Defensie:
  - Jaak Jõerüüt (Reformierakond) tot 10 oktober 2005
  - Jürgen Ligi (Reformierakond) vanaf 10 oktober 2005
- Minister van Justitie: Rein Lang (Reformierakond)
- Minister van Financiën: Aivar Sõerd (Keskerakond)
- Minister van Economische Zaken en Communicatie: Edgar Savisaar (Keskerakond)
- Minister van Sociale Zaken: Jaak Aab (Keskerakond)
- Minister van Bevolkings- en Etnische Zaken: Paul-Eerik Rummo (Reformierakond)
- Minister van Milieu:
  - Villu Reiljan (Rahvaliit) tot 8 oktober 2006
  - Rein Randver (Rahvaliit) vanaf 8 oktober 2006
- Minister van Cultuur: Raivo Palmaru (Keskerakond)
- Minister van Onderwijs en Onderzoek: Mailis Reps (Keskerakond)
- Minister van Landbouw: Ester Tuiksoo (Rahvaliit)
- Minister van Binnenlandse Zaken: Kalle Laanet (Keskerakond)
- Minister van Regionale Zaken: Jaan Õunapuu (Rahvaliit)